# Фостер, Кимберли
Кимберли Фостер (англ. Kimberly Foster; род. 6 июля 1961, Форт-Смит, Арканзас) — американская актриса.

## Жизнь и карьера
Кимберли Фостер родилась в Форт-Смит, штат Арканзас, и там позже окончила колледж, где была черлидером.
Фостер наиболее известна по своей роли Мишель Стивенс, злой младшей сестры Эйприл Стивенс (Шири Уилсон) в популярном телесериале «Даллас». Она снималась в шоу с 1989 по 1991 год, в двух финальных сезонах. В 1994—1995 годах она играла роль злодейки Лиз Слоан в мыльной опере «Все мои дети». На большом экране она известна по роли в фильме «Одно безумное лето» с Джоном Кьюсаком, а также сыграла главную женскую роль в комедии «Укусы любви» в 1993 году.

## Фильмография
| Год       |     | Русское название           | Оригинальное название  | Роль                    |
| --------- | --- | -------------------------- | ---------------------- | ----------------------- |
| 1983      | тф  | Создание манекенщика       | Making of a Male Model | Сьюзан                  |
| 1983      | с   | Жёлтая роза                | The Yellow Rose        | н/д                     |
| 1984      | с   | Каскадёры                  | The Fall Guy           | н/д                     |
| 1984      | с   | —                          | Double Trouble         | Лиза Флетчер            |
| 1984      | с   | Бумажные куклы             | Paper Dolls            | Кейси                   |
| 1984      | с   | Рыцарь дорог               | Knight Rider           | Тони Бакстер            |
| 1985      | с   | Скрываемый факт            | Cover Up               | Ким / Анджелика         |
| 1985      | с   | Команда «А»                | The A-Team             | Тина                    |
| 1985      | с   | —                          | The Best Times         | Стенфорд Бейб           |
| 1985      | с   | Отель                      | Hotel                  | Уэнди                   |
| 1986      | ф   | Одно безумное лето         | One Crazy Summer       | Куки Кэмпбелл           |
| 1987      | ф   | Сети зла                   | Dragnet                | Бетси Блис              |
| 1987      | с   | Тридцать-с-чем-то          | Thirtysomething        | девушка мечты           |
| 1987—1991 | с   | Даллас                     | Dallas                 | Мишель Стивенс          |
| 1988      | ф   | С любовью спешить не стоит | You Can’t Hurry Love   | девушка, читающая книгу |
| 1988      | мтф | Мельницы богов             | Windmills of the Gods  | женщина на руках Майка  |
| 1988      | ф   | Моя новая машина           | It Takes Two           | Джонни Тайгерсмит       |
| 1989      | с   | Летняя сцена CBS           | CBS Summer Playhouse   | Трейси                  |
| 1992      | с   | Квантовый скачок           | Quantum Leap           | Уэнди Купер             |
| 1992      | тф  | —                          | Bay City Story         | Эллен Бреттл            |
| 1993      | ф   | Укусы любви                | Love Bites             | Кендалл Гордон          |
| 1993      | ф   | Подорванное доверие        | Broken Trust           | Эрика Броган            |
| 1994—1995 | с   | Все мои дети               | All My Children        | Лиз Слоан               |